# Paul Gerhardt
Paul Gerhardt (født 12. marts 1607, død 27. maj 1676) blev født i Gräfenhainichen, en lille by på ca. 1000 indbyggere mellem Halle og Wittenberg i Kurfyrstendømmet Sachsen. Han var en evangelisk-luthersk teolog og regnes med Martin Luther som en af de betydeligste tysksprogede salmedigtere.
Gerhardts tidligste leveår lå i skyggen af nogle af de største katastrofer i Tyskland: pesten og lidelserne på grund af trediveårskrigen (1618-48). Disse erfaringer satte deres præg på hans digtning som skulle være til trøst og opmuntring for mennesker der havde mistet alt håb. Selv blev han ikke skånet, men mistede fire af sine fem børn.
Hans virke faldt netop i den periode hvor den lutherske ortodoksi var blevet den dominerende. Han blev først præst i 1651 i en alder af 44 år i byen Mittenwalde og ved ordinationen måtte han forpligte sig på Konkordiebogen fra 1580. 
1657 blev Gerhardt diakon i Nikolaikirken i Berlin, men blev indblandet i striden mellem reformerte og lutheranere og blev afsat fra tjenesten 1666, efter at den lokale kurfyrste, der selv havde forladt den lutherske tro, forlangte hans underskrift på et såkaldt tolerenceedikt, som indebar at kurfyrstens forordninger om kirke og tro måtte adlydes frem for de lutherske bekendelsesskrifter. Gerhardt var derefter privatlærer i en årrække, men endte med at blive ærkediakon i Lübben i Spreewald uden for Berlin, hvor han også døde. 
Karakteristik
Gerhardts salmer kombinerer som Luthers prædikener den ortodokse evangelisk-lutherske tro med personligt fromhedsliv. Det havde kostet ham stillingen i Berlin. Men i salmerne var han ikke dogmatiker. Både lyrikken og det personlige begyndte hos Gerhardt at synge med. Hans sang kredsede om hjertets inderlige tilegnelse af troens indhold. Han sang ikke så meget i kirkens navn som Luther, men ud fra sin egen personlighed. Tyngdepunktet i hans fromhed var den stærke forsynstro, troen på at Gud ville være hans trofaste, kærlige og vise fader, som vil styre alt til det bedste for sine børn. 
Paul Gerhardts salmer er stadig blandt "kernesalmerne" i Tyskland og Skandinavien, og er stadig en levende del af Den danske Folkekirkes gudstjenester.
I Den Danske Salmebog fra 2003 er der endnu adskillige salmer af Paul Gerhardt
| - 30: Op, alle, som på jorden bor - 36: Befal du dine veje - 37: Min Gud befaler jeg min vej - 38: På alle dine veje - 86: Hvorledes skal jeg møde - 114: Hjerte, løft din glædes vinger! |  | - 190: Her ser jeg da et lam at gå - 288: Drag ind ad disse porte - 308: Helligånd, vor sorg du slukke - 452: Du folk, som kristne kaldes vil - 506: Hjerte, lad dig ej indbilde |  | - 665: Er Gud for mig, så træde - 667: Skulle jeg dog være bange? - 699: Glæderig og underfuld - 726: Gak ud, min sjæl, betragt med flid - 759: Nu hviler mark og enge |